# 邻苯二甲酸二环己酯
邻苯二甲酸二环己酯（英語：Dicyclohexyl phthalate，DCHP）是一种邻苯二甲酸酯，由一个邻苯二甲酸和两个环己醇酯化形成，化学式为 C20H26O4，常作为塑化劑使用。